# Allamakee megye
Allamakee megye az Amerikai Egyesült Államokban, azon belül Iowa államban található. Megyeszékhelye és legnagyobb városa Waukon. Lakosainak száma 14 061 fő (2020. április 1.). Allamakee megye Houston, Clayton, Vernon, Crawford, Winneshiek és Fayette megyékkel határos.

## Népesség
A megye népességének változása:
| Lakosok száma | 14 344 | 14 231 | 14 203 | 14 169 | 13 886 | 14 061 |
|               | 2010   | 2011   | 2012   | 2013   | 2015   | 2020   |